# Petit-Palais-et-Cornemps

Petit-Palais-et-Cornemps este o comună în departamentul Gironde din sud-vestul Franței. În 2009 avea o populație de 676 de locuitori.

## Evoluția populației
| An        | 1975 | 1982 | 1990 | 1999 | 2006 | 2009 |
| --------- | ---- | ---- | ---- | ---- | ---- | ---- |
| Populație | 503  | 489  | 565  | 551  | 617  | 676  |